# Graziano Battistini (ciclista)
Graziano Battistini (Pulica di Fosdinovo, Toscana, 12 de mayo de 1936 - Baccano di Arcola, 22 de enero de 1994) fue un ciclista italiano que fue profesional entre 1959 y 1968. 
Durante su carrera consiguió varias victorias, entre ellas dos etapas en el Giro de Italia y dos más en el Tour de Francia.

## Palmarés
1960
- Copa Sabatini
- 2 etapas en el Tour de Francia

1961
- 1 etapa en el Grande Premio Ciclomotoristico

1962
- 1 etapa en el Giro de Italia

1965
- 1 etapa en el Giro de Italia

## Resultados en Grandes Vueltas y Campeonato del Mundo
| Carrera         | 1959 | 1960 | 1961 | 1962 | 1963 | 1964 | 1965 | 1966 | 1967 | 1968 |
| --------------- | ---- | ---- | ---- | ---- | ---- | ---- | ---- | ---- | ---- | ---- |
| Giro de Italia  | 7º   | 20º  | 12º  | 8º   | 9º   | 18º  | 16º  | 16º  | Ab.  | Ab.  |
| Tour de Francia | -    | 2º   | Ab.  | Ab.  | 18º  | -    | -    | -    | -    | -    |
| Vuelta a España | -    | -    | -    | -    | -    | -    | -    | -    | -    | -    |